# Don't pay the ferryman
Don’t pay the ferryman is een single van Chris de Burgh. Het is afkomstig van zijn album The getaway.
Don’t pay the ferryman gaat over een reiziger die tijdens een storm met een veer een rivier moet oversteken. De veerman vraagt overvaartgeld vooraf, terwijl de reiziger het beste af is als hij pas betaald als hij aan de overkant is. Het nummer verwijst met "beware that hooded odd man at the rudder" naar Magere Hein en boot naar het vaartuig op rivier Styx. In het lied zit een citaat uit William Shakespeare De storm met lange stem voorgedragen door acteur Anthony Head:
BOATSWAIN: I'd strive to tell you. We were dead of sleep
And (how we know not) all clapp'd under hatches;
Where, but even now, with strange and several noises
Of roaring, shrieking, howling, jingling chains,
And moe diversity of sounds, all horrible,
We were awak'd; straightway at liberty;
Where we, in all her trim, freshly beheld
Our royal, good, and gallant ship
Het nummer haalde een aantal hitparades (Australië, Canada, Ierland, Duitsland, Nieuw-Zeeland, Verenigd Koninkrijk en Verenigde Staten), maar alleen de top10 in Australië en Ierland. Het werd een van zijn bekendere liedjes en werd door een aantal artiesten gecoverd. Voorts was het te horen in de Nieuw-Zeelandse film The Ferryman met John Rhys-Davies.